# Valentin Barbu
Valentin Barbu (ur. 15 maja 1969) − rumuński bokser, brązowy medalista Mistrzostw Europy 1991 w Göteborgu, reprezentant Rumunii na Letnich Igrzyskach Olimpijskich 1992 w Barcelonie, na których rywalizował w kategorii papierowej, zwycięzca 23. edycji Grand Prix Usti 1992 oraz turnieju Strandża Memorial w roku 1991. 

## Kariera amatorska
W marcu 1991 zwyciężył w turnieju Strandża Memorial w Jambole, wygrywając w finale kategorii papierowej z Bułgarem Daniełem Petrowem.
Na Mistrzostwach Europy 1991 w Göteborgu rywalizował w kategorii muszej. W 1/8 finału pokonał na punkty (33:15) Szkota Johna McLeana, w ćwierćfinale wyeliminował reprezentanta Irlandii Paula Buttimera, wygrywając na punkty (19:13), a w półfinale przegrał z reprezentantem Niemiec Mario Lochem, któremu uległ na punkty (14:35). 

## Letnie Igrzyska Olimpijskie 1992
W marcu 1992 wywalczył kwalifikacje na Letnie Igrzyska Olimpijskie 1992 w Barcelonie. W 1/8 finału kwalifikacji wyeliminował reprezentanta Turcji Yaşara Giritli, pokonując go na punkty (16:3). W ćwierćfinale wyeliminował Polaka Andrzeja Rżanego, wygrywając na punkty (12:5), a w półfinale doznał porażki z Węgrem Pálem Lakatosem, któremu uległ na punkty (5:16).
Na igrzyskach rywalizował w kategorii papierowej. W 1/16 finału pokonał Algierczyka Mohameda Haiouna, wygrywając na punkty (11:2). W 1/8 finału wyeliminował Japończyka Tadahiro Sasaki, pokonując go na punkty (10:7), a w ćwierćfinale doznał porażki z reprezentantem Niemiec Janem Quastem, ulegając mu na punkty (7:15). W klasyfikacji końcowej zajął 5. miejsce w swojej kategorii wagowej.